# Пляжний волейбол на літніх Олімпійських іграх 2016 (жінки)
Жіночий турнір з пляжного волейболу на Літніх Олімпійських іграх 2016 пройшли в Ріо-де-Жанейро з 6 по 18 серпня 2016 року. Матчі групового етапу та плей-оф пройшли на відомому пляжі Копакабана.
24 команди, які кваліфікувалися на турнір, були розподілені на шість груп для участі у груповому етапі змагань.

## Призери
| Золото                                        | Срібло                                        | Бронза                           |
| Німеччина (GER) Лаура Людвіг Кіра Валкенгорст | Бразилія (BRA) Агата Беднарчук Барбара Сейшас | США (USA) Ейпріл Росс Керрі Волш |

## Сіяні
| Група при жеребкуванні | Команда                                 | НОК        |
| ---------------------- | --------------------------------------- | ---------- |
| Сіяні                  | Таліта Антунеш / Ларісса Франса         | Бразилія   |
| Сіяні                  | Агата Беднарчук / Барбара Сейшас        | Бразилія   |
| Сіяні                  | Ейпріл Росс / Керрі Волш                | США        |
| Сіяні                  | Лаура Людвіг / Кіра Валкенгорст         | Німеччина  |
| Сіяні                  | Хезер Бейнслі / Сара Паван              | Канада     |
| Сіяні                  | Маделейн Меппелінк / Марлен ван Лерсель | Нідерланди |
| 1                      | Луїз Боуден / Таліква Кленсі            | Австралія  |
| 1                      | Карла Боргер / Брітта Бюте              | Німеччина  |
| 1                      | Марта Менегатті / Ребекка Перрі         | Італія     |
| 2                      | Ельза Бакерісо / Ліліан Фернандес       | Іспанія    |
| 2                      | Моніка Бжостек / Кінга Калосінська      | Польща     |
| 2                      | Ізабель Форрер / Анук Верже-Депре       | Швейцарія  |
| 3                      | Джеймі Бродер / Крістіна Вальяс         | Канада     |
| 3                      | Жоана Гайдріх / Надін Цумкер            | Швейцарія  |
| 3                      | Лорен Фендрайк / Брук Світ              | США        |
| 3                      | Ана Галлай / Жоржина Клуг               | Аргентина  |
| 3                      | Ван Фань / Юань Юе                      | КНР        |
| 4-5                    | Маріафе Артачо / Ніколь Лерд            | Австралія  |
| 4-5                    | Доаа Елгобаші / Нада Меавад             | Єгипет     |
| 4-5                    | Норісбет Агудо / Олайя Перес Пазо       | Венесуела  |
| 4-5                    | Жантін ван дер Вліст / Софі ван Гестель | Нідерланди |
| 4-5                    | Наталія Алфаро / Карен Шарлес           | Коста-Рика |
| 6                      | Барбора Германнова / Маркета Слукова    | Чехія      |
| 6                      | Катерина Бірлова / Євгенія Уколова      | Росія      |

## Груповий етап
За підсумками групового етапу напряму в 1/8 фіналу вийдуть 12 команд, що посядуть у своїх групах 1-е та 2-е місця, а також дві команди, які посядуть 3-ті місця з найкращими показниками. Ще чотири команди, які також стали третіми у групах, проведуть стикові матчі, два переможці яких пройдуть до 1/8 фіналу. Далі турнір пройде за системою плей-оф.
|  | Кваліфікація до плей-оф |
|  | Втішний раунд           |

### Група А
| М | Команда                                  | Очки | Матчі | Матчі | Сети | Сети | Сети  | Мʼячі | Мʼячі | Мʼячі |
| М | Команда                                  | Очки | В     | П     | В    | П    | В:П   | В     | П     | В:П   |
| - | ---------------------------------------- | ---- | ----- | ----- | ---- | ---- | ----- | ----- | ----- | ----- |
| 1 | Таліта Антунеш / Ларісса Франса (BRA)    | 6    | 3     | 0     | 6    | 0    | MAX   | 126   | 84    | 1.500 |
| 2 | Моніка Бжостек / Кінга Калосінська (POL) | 5    | 2     | 1     | 4    | 3    | 1.333 | 117   | 120   | 0.975 |
| 3 | Катерина Бірлова / Євгенія Уколова (RUS) | 4    | 1     | 2     | 2    | 5    | 0.400 | 127   | 141   | 0.901 |
| 4 | Лорен Фендрайк / Брук Світ (USA)         | 3    | 0     | 3     | 2    | 6    | 0.333 | 127   | 152   | 0.836 |

| Дата  | Час (UTC−3) |                                          | Рахунок |                                          | Сети  | Сети  | Сети  | Протокол                                            |
| Дата  | Час (UTC−3) | 1                                        | Рахунок | 2                                        | 3     |       |       | Протокол                                            |
| ----- | ----------- | ---------------------------------------- | ------- | ---------------------------------------- | ----- | ----- | ----- | --------------------------------------------------- |
| 7.08  | 10:00       | Таліта Антунеш / Ларісса Франса (BRA)    | 2:0     | Катерина Бірлова / Євгенія Уколова (RUS) | 21:14 | 21:16 |       | Звіт [Архівовано 12 серпня 2016 у Wayback Machine.] |
| 7.08  | 11:00       | Моніка Бжостек / Кінга Калосінська (POL) | 2:1     | Лорен Фендрайк / Брук Світ (USA)         | 14:21 | 21:13 | 15:7  | Звіт [Архівовано 12 серпня 2016 у Wayback Machine.] |
| 9.08  | 13:00       | Моніка Бжостек / Кінга Калосінська (POL) | 2:0     | Катерина Бірлова / Євгенія Уколова (RUS) | 21:19 | 21:18 |       | Звіт [Архівовано 12 серпня 2016 у Wayback Machine.] |
| 9.08  | 16:30       | Таліта Антунеш / Ларісса Франса (BRA)    | 2:0     | Лорен Фендрайк / Брук Світ (USA)         | 21:16 | 21:13 |       | Звіт [Архівовано 12 серпня 2016 у Wayback Machine.] |
| 11.08 | 10:00       | Таліта Антунеш / Ларісса Франса (BRA)    | 2:0     | Моніка Бжостек / Кінга Калосінська (POL) | 21:10 | 21:15 |       | Звіт [Архівовано 12 серпня 2016 у Wayback Machine.] |
| 11.08 | 15:30       | Лорен Фендрайк / Брук Світ (USA)         | 1:2     | Катерина Бірлова / Євгенія Уколова (RUS) | 18:21 | 26:24 | 13:15 | Звіт [Архівовано 12 серпня 2016 у Wayback Machine.] |

### Група B
| М | Команда                                    | Очки | Матчі | Матчі | Сети | Сети | Сети  | Мʼячі | Мʼячі | Мʼячі |
| М | Команда                                    | Очки | В     | П     | В    | П    | В:П   | В     | П     | В:П   |
| - | ------------------------------------------ | ---- | ----- | ----- | ---- | ---- | ----- | ----- | ----- | ----- |
| 1 | Ельза Бакерісо / Ліліан Фернандес (ESP)    | 6    | 3     | 0     | 6    | 0    | MAX   | 127   | 101   | 1.257 |
| 2 | Агата Беднарчук / Барбара Сейшас (BRA)     | 5    | 2     | 1     | 4    | 3    | 1.333 | 134   | 120   | 1.117 |
| 3 | Барбора Германнова / Маркета Слукова (CZE) | 4    | 1     | 2     | 4    | 3    | 1.333 | 132   | 145   | 0.910 |
| 4 | Ана Галлай / Жоржина Клуг (ARG)            | 3    | 0     | 3     | 1    | 6    | 0.167 | 106   | 133   | 0.797 |

| Дата  | Час (UTC−3) |                                         | Рахунок |                                            | Сети  | Сети  | Сети  | Протокол                                            |
| Дата  | Час (UTC−3) | 1                                       | Рахунок | 2                                          | 3     |       |       | Протокол                                            |
| ----- | ----------- | --------------------------------------- | ------- | ------------------------------------------ | ----- | ----- | ----- | --------------------------------------------------- |
| 6.08  | 13:00       | Ельза Бакерісо / Ліліан Фернандес (ESP) | 2:0     | Ана Галлай / Жоржина Клуг (ARG)            | 21:11 | 21:19 |       | Звіт [Архівовано 10 серпня 2016 у Wayback Machine.] |
| 6.08  | 15:30       | Агата Беднарчук / Барбара Сейшас (BRA)  | 2:1     | Барбора Германнова / Маркета Слукова (CZE) | 19:21 | 21:17 | 15:11 | Звіт [Архівовано 10 серпня 2016 у Wayback Machine.] |
| 8.08  | 11:00       | Агата Беднарчук / Барбара Сейшас (BRA)  | 2:0     | Ана Галлай / Жоржина Клуг (ARG)            | 21:11 | 21:17 |       | Звіт                                                |
| 8.08  | 22:00       | Ельза Бакерісо / Ліліан Фернандес (ESP) | 2:0     | Барбора Германнова / Маркета Слукова (CZE) | 21:15 | 21:19 |       | Звіт [Архівовано 13 серпня 2016 у Wayback Machine.] |
| 10.08 | 17:30       | Агата Беднарчук / Барбара Сейшас (BRA)  | 0:2     | Ельза Бакерісо / Ліліан Фернандес (ESP)    | 17:21 | 20:22 |       | Звіт [Архівовано 13 серпня 2016 у Wayback Machine.] |
| 10.08 | 20:00       | Ана Галлай / Жоржина Клуг (ARG)         | 1:2     | Барбора Германнова / Маркета Слукова (CZE) | 21:13 | 19:21 | 8:15  | Звіт [Архівовано 13 серпня 2016 у Wayback Machine.] |

### Група C
| М | Команда                                 | Очки | Матчі | Матчі | Сети | Сети | Сети  | Мʼячі | Мʼячі | Мʼячі |
| М | Команда                                 | Очки | В     | П     | В    | П    | В:П   | В     | П     | В:П   |
| - | --------------------------------------- | ---- | ----- | ----- | ---- | ---- | ----- | ----- | ----- | ----- |
| 1 | Ейпріл Росс / Керрі Волш (USA)          | 6    | 3     | 0     | 6    | 1    | 6.000 | 142   | 101   | 1.406 |
| 2 | Ван Фань / Юань Юе (CHN)                | 5    | 2     | 1     | 4    | 3    | 1.333 | 124   | 124   | 1.000 |
| 3 | Ізабель Форрер / Анук Верже-Депре (SUI) | 4    | 1     | 2     | 4    | 5    | 0.800 | 165   | 171   | 0.965 |
| 4 | Маріафе Артачо / Ніколь Лерд (AUS)      | 3    | 0     | 3     | 1    | 6    | 0.167 | 110   | 145   | 0.759 |

| Дата  | Час (UTC−3) |                                         | Рахунок |                                         | Сети  | Сети  | Сети  | Протокол                                            |
| Дата  | Час (UTC−3) | 1                                       | Рахунок | 2                                       | 3     |       |       | Протокол                                            |
| ----- | ----------- | --------------------------------------- | ------- | --------------------------------------- | ----- | ----- | ----- | --------------------------------------------------- |
| 6.08  | 23:00       | Ізабель Форрер / Анук Верже-Депре (SUI) | 1:2     | Ван Фань / Юань Юе (CHN)                | 22:24 | 21:18 | 12:15 | Звіт [Архівовано 13 серпня 2016 у Wayback Machine.] |
| 7.08  | 00:00       | Ейпріл Росс / Керрі Волш (USA)          | 2:0     | Маріафе Артачо / Ніколь Лерд (AUS)      | 21:14 | 21:13 |       | Звіт [Архівовано 13 серпня 2016 у Wayback Machine.] |
| 8.08  | 10:00       | Ізабель Форрер / Анук Верже-Депре (SUI) | 2:1     | Маріафе Артачо / Ніколь Лерд (AUS)      | 19:21 | 21:16 | 21:19 | Звіт [Архівовано 13 серпня 2016 у Wayback Machine.] |
| 9.08  | 00:00       | Ейпріл Росс / Керрі Волш (USA)          | 2:0     | Ван Фань / Юань Юе (CHN)                | 21:16 | 21:9  |       | Звіт [Архівовано 13 серпня 2016 у Wayback Machine.] |
| 10.08 | 13:00       | Ван Фань / Юань Юе (CHN)                | 2:0     | Маріафе Артачо / Ніколь Лерд (AUS)      | 21:16 | 21:10 |       | Звіт [Архівовано 13 серпня 2016 у Wayback Machine.] |
| 10.08 | 21:00       | Ейпріл Росс / Керрі Волш (USA)          | 2:1     | Ізабель Форрер / Анук Верже-Депре (SUI) | 21:13 | 22:24 | 15:12 | Звіт [Архівовано 13 серпня 2016 у Wayback Machine.] |

### Група D
| М | Команда                               | Очки | Матчі | Матчі | Сети | Сети | Сети  | Мʼячі | Мʼячі | Мʼячі |
| М | Команда                               | Очки | В     | П     | В    | П    | В:П   | В     | П     | В:П   |
| - | ------------------------------------- | ---- | ----- | ----- | ---- | ---- | ----- | ----- | ----- | ----- |
| 1 | Лаура Людвіг / Кіра Валкенгорст (GER) | 6    | 3     | 0     | 6    | 1    | 6.000 | 138   | 103   | 1.340 |
| 2 | Джеймі Бродер / Крістіна Вальяс (CAN) | 5    | 2     | 1     | 4    | 3    | 1.333 | 121   | 118   | 1.025 |
| 3 | Марта Менегатті / Ребекка Перрі (ITA) | 4    | 1     | 2     | 4    | 4    | 1.000 | 138   | 128   | 1.078 |
| 4 | Доаа Елгобаші / Нада Меавад (EGY)     | 3    | 0     | 3     | 0    | 6    | 0.000 | 78    | 126   | 0.619 |

| Дата  | Час (UTC−3) |                                       | Рахунок |                                       | Сети  | Сети  | Сети | Протокол                                            |
| Дата  | Час (UTC−3) | 1                                     | Рахунок | 2                                     | 3     |       |      | Протокол                                            |
| ----- | ----------- | ------------------------------------- | ------- | ------------------------------------- | ----- | ----- | ---- | --------------------------------------------------- |
| 7.08  | 18:30       | Лаура Людвіг / Кіра Валкенгорст (GER) | 2:0     | Доаа Елгобаші / Нада Меавад (EGY)     | 21:12 | 21:15 |      | Звіт [Архівовано 13 серпня 2016 у Wayback Machine.] |
| 7.08  | 22:00       | Марта Менегатті / Ребекка Перрі (ITA) | 1:2     | Джеймі Бродер / Крістіна Вальяс (CAN) | 21:15 | 18:21 | 9:15 | Звіт [Архівовано 13 серпня 2016 у Wayback Machine.] |
| 9.08  | 12:00       | Марта Менегатті / Ребекка Перрі (ITA) | 2:0     | Доаа Елгобаші / Нада Меавад (EGY)     | 21:10 | 21:13 |      | Звіт [Архівовано 13 серпня 2016 у Wayback Machine.] |
| 9.08  | 18:30       | Лаура Людвіг / Кіра Валкенгорст (GER) | 2:0     | Джеймі Бродер / Крістіна Вальяс (CAN) | 21:17 | 21:11 |      | Звіт [Архівовано 13 серпня 2016 у Wayback Machine.] |
| 11.08 | 15:30       | Джеймі Бродер / Крістіна Вальяс (CAN) | 2:0     | Доаа Елгобаші / Нада Меавад (EGY)     | 21:12 | 21:16 |      | Звіт [Архівовано 13 серпня 2016 у Wayback Machine.] |
| 11.08 | 21:00       | Лаура Людвіг / Кіра Валкенгорст (GER) | 2:1     | Марта Менегатті / Ребекка Перрі (ITA) | 21:18 | 18:21 | 15:9 | Звіт [Архівовано 13 серпня 2016 у Wayback Machine.] |

### Група E
| М | Команда                                       | Очки | Матчі | Матчі | Сети | Сети | Сети  | Мʼячі | Мʼячі | Мʼячі |
| М | Команда                                       | Очки | В     | П     | В    | П    | В:П   | В     | П     | В:П   |
| - | --------------------------------------------- | ---- | ----- | ----- | ---- | ---- | ----- | ----- | ----- | ----- |
| 1 | Хезер Бейнслі / Сара Паван (CAN)              | 6    | 3     | 0     | 6    | 0    | MAX   | 126   | 102   | 1.235 |
| 2 | Жоана Гайдріх / Надін Цумкер (SUI)            | 5    | 2     | 1     | 4    | 3    | 1.333 | 131   | 110   | 1.191 |
| 3 | Карла Боргер / Брітта Бюте (GER)              | 4    | 1     | 2     | 2    | 4    | 0.500 | 104   | 117   | 0.889 |
| 4 | Жантін ван дер Вліст / Софі ван Гестель (NED) | 3    | 0     | 3     | 1    | 6    | 0.167 | 105   | 137   | 0.766 |

| Дата  | Час (UTC−3) |                                    | Рахунок |                                               | Сети  | Сети  | Сети | Протокол                                            |
| Дата  | Час (UTC−3) | 1                                  | Рахунок | 2                                             | 3     |       |      | Протокол                                            |
| ----- | ----------- | ---------------------------------- | ------- | --------------------------------------------- | ----- | ----- | ---- | --------------------------------------------------- |
| 7.08  | 15:30       | Хезер Бейнслі / Сара Паван (CAN)   | 2:0     | Жантін ван дер Вліст / Софі ван Гестель (NED) | 21:15 | 21:17 |      | Звіт [Архівовано 13 серпня 2016 у Wayback Machine.] |
| 7.08  | 21:00       | Карла Боргер / Брітта Бюте (GER)   | 0:2     | Жоана Гайдріх / Надін Цумкер (SUI)            | 12:21 | 16:21 |      | Звіт [Архівовано 13 серпня 2016 у Wayback Machine.] |
| 9.08  | 21:00       | Карла Боргер / Брітта Бюте (GER)   | 2:0     | Жантін ван дер Вліст / Софі ван Гестель (NED) | 21:19 | 21:14 |      | Звіт [Архівовано 13 серпня 2016 у Wayback Machine.] |
| 10.08 | 00:00       | Хезер Бейнслі / Сара Паван (CAN)   | 2:0     | Жоана Гайдріх / Надін Цумкер (SUI)            | 21:18 | 21:18 |      | Звіт [Архівовано 13 серпня 2016 у Wayback Machine.] |
| 11.08 | 18:30       | Жоана Гайдріх / Надін Цумкер (SUI) | 2:1     | Жантін ван дер Вліст / Софі ван Гестель (NED) | 17:21 | 21:11 | 15:8 | Звіт [Архівовано 13 серпня 2016 у Wayback Machine.] |
| 11.08 | 22:00       | Хезер Бейнслі / Сара Паван (CAN)   | 2:0     | Карла Боргер / Брітта Бюте (GER)              | 21:19 | 21:15 |      | Звіт [Архівовано 18 серпня 2016 у Wayback Machine.] |

### Група F
| М | Команда                                       | Очки | Матчі | Матчі | Сети | Сети | Сети  | Мʼячі | Мʼячі | Мʼячі |
| М | Команда                                       | Очки | В     | П     | В    | П    | В:П   | В     | П     | В:П   |
| - | --------------------------------------------- | ---- | ----- | ----- | ---- | ---- | ----- | ----- | ----- | ----- |
| 1 | Луїз Боуден / Таліква Кленсі (AUS)            | 6    | 3     | 0     | 6    | 1    | 6.000 | 145   | 112   | 1.295 |
| 2 | Маделейн Меппелінк / Марлен ван Лерсель (NED) | 5    | 2     | 1     | 5    | 2    | 2.500 | 144   | 121   | 1.190 |
| 3 | Норісбет Агудо / Олайя Перес Пазо (VEN)       | 4    | 1     | 2     | 2    | 4    | 0.500 | 93    | 119   | 0.782 |
| 4 | Наталія Алфаро / Карен Шарлес (CRC)           | 3    | 0     | 3     | 0    | 6    | 0.000 | 96    | 126   | 0.762 |

| Дата  | Час (UTC−3) |                                               | Рахунок |                                         | Сети  | Сети  | Сети  | Протокол                                            |
| Дата  | Час (UTC−3) | 1                                             | Рахунок | 2                                       | 3     |       |       | Протокол                                            |
| ----- | ----------- | --------------------------------------------- | ------- | --------------------------------------- | ----- | ----- | ----- | --------------------------------------------------- |
| 6.08  | 12:00       | Луїз Боуден / Таліква Кленсі (AUS)            | 2:0     | Наталія Алфаро / Карен Шарлес (CRC)     | 21:15 | 21:14 |       | Звіт [Архівовано 5 жовтня 2016 у Wayback Machine.]  |
| 6.08  | 18:30       | Маделейн Меппелінк / Марлен ван Лерсель (NED) | 2:0     | Норісбет Агудо / Олайя Перес Пазо (VEN) | 21:17 | 21:11 |       | Звіт [Архівовано 5 жовтня 2016 у Wayback Machine.]  |
| 8.08  | 17:30       | Маделейн Меппелінк / Марлен ван Лерсель (NED) | 2:0     | Наталія Алфаро / Карен Шарлес (CRC)     | 21:16 | 21:16 |       | Звіт [Архівовано 13 серпня 2016 у Wayback Machine.] |
| 8.08  | 23:00       | Луїз Боуден / Таліква Кленсі (AUS)            | 2:0     | Норісбет Агудо / Олайя Перес Пазо (VEN) | 21:9  | 21:14 |       | Звіт [Архівовано 13 серпня 2016 у Wayback Machine.] |
| 10.08 | 10:00       | Маделейн Меппелінк / Марлен ван Лерсель (NED) | 1:2     | Луїз Боуден / Таліква Кленсі (AUS)      | 25:27 | 21:18 | 14:16 | Звіт [Архівовано 13 серпня 2016 у Wayback Machine.] |
| 10.08 | 18:30       | Наталія Алфаро / Карен Шарлес (CRC)           | 0:2     | Норісбет Агудо / Олайя Перес Пазо (VEN) | 16:21 | 19:21 |       | Звіт [Архівовано 13 серпня 2016 у Wayback Machine.] |

## Втішний раунд
| М | Команда                                    | Очки | Матчі | Матчі | Сети | Сети | Сети  | Мʼячі | Мʼячі | Мʼячі |
| М | Команда                                    | Очки | В     | П     | В    | П    | В:П   | В     | П     | В:П   |
| - | ------------------------------------------ | ---- | ----- | ----- | ---- | ---- | ----- | ----- | ----- | ----- |
| 1 | Марта Менегатті / Ребекка Перрі (ITA)      | 4    | 1     | 2     | 4    | 4    | 1.000 | 138   | 128   | 1.078 |
| 2 | Ізабель Форрер / Анук Верже-Депре (SUI)    | 4    | 1     | 2     | 4    | 5    | 0.800 | 165   | 171   | 0.965 |
| 3 | Барбора Германнова / Маркета Слукова (CZE) | 4    | 1     | 2     | 4    | 3    | 1.333 | 132   | 145   | 0.910 |
| 4 | Карла Боргер / Брітта Бюте (GER)           | 4    | 1     | 2     | 2    | 4    | 0.500 | 104   | 117   | 0.889 |
| 5 | Норісбет Агудо / Олайя Перес Пазо (VEN)    | 4    | 1     | 2     | 2    | 4    | 0.500 | 93    | 119   | 0.782 |
| 6 | Катерина Бірлова / Євгенія Уколова (RUS)   | 4    | 1     | 2     | 2    | 5    | 0.400 | 127   | 141   | 0.901 |

### Втішний плей-оф
| Дата  | Час (UTC−3) |                                            | Рахунок |                                          | Сети  | Сети  | Сети  | Протокол                                            |
| Дата  | Час (UTC−3) | 1                                          | Рахунок | 2                                        | 3     |       |       | Протокол                                            |
| ----- | ----------- | ------------------------------------------ | ------- | ---------------------------------------- | ----- | ----- | ----- | --------------------------------------------------- |
| 12.08 | 00:00       | Барбора Германнова / Маркета Слукова (CZE) | 1:2     | Катерина Бірлова / Євгенія Уколова (RUS) | 19:21 | 21:12 | 10:15 | Звіт [Архівовано 20 серпня 2016 у Wayback Machine.] |
| 12.08 | 00:00       | Карла Боргер / Брітта Бюте (GER)           | 2:0     | Норісбет Агудо / Олайя Перес Пазо (VEN)  | 21:13 | 21:8  |       | Звіт [Архівовано 20 серпня 2016 у Wayback Machine.] |

## Плей-оф
|  | 1/8 фіналу                                    | 1/8 фіналу                               |                                        |   | Чвертьфінал                           | Чвертьфінал         |  |  | Півфінал | Півфінал |  |  | Фінал | Фінал |
|  |                                               |                                          |                                        |   |                                       |                     |  |  |          |          |  |  |       |       |
|  |                                               |                                          |                                        |   |                                       |                     |  |  |          |          |  |  |       |       |
|  |                                               |                                          |                                        |   |                                       |                     |  |  |          |          |  |  |       |       |
|  | Таліта Антунеш / Ларісса Франса (BRA)         | 2                                        |                                        |   |                                       |                     |  |  |          |          |  |  |       |       |
|  | Таліта Антунеш / Ларісса Франса (BRA)         | 2                                        |                                        |   |                                       |                     |  |  |          |          |  |  |       |       |
|  | Карла Боргер / Брітта Бюте (GER)              | 0                                        |                                        |   |                                       |                     |  |  |          |          |  |  |       |       |
|  | Карла Боргер / Брітта Бюте (GER)              | 0                                        | Таліта Антунеш / Ларісса Франса (BRA)  | 2 |                                       |                     |  |  |          |          |  |  |       |       |
|  |                                               |                                          | Таліта Антунеш / Ларісса Франса (BRA)  | 2 |                                       |                     |  |  |          |          |  |  |       |       |
|  |                                               | Жоана Гайдріх / Надін Цумкер (SUI)       | 1                                      |   |                                       |                     |  |  |          |          |  |  |       |       |
|  | Маделейн Меппелінк / Марлен ван Лерсель (NED) | Жоана Гайдріх / Надін Цумкер (SUI)       | 1                                      | 1 |                                       |                     |  |  |          |          |  |  |       |       |
|  | Маделейн Меппелінк / Марлен ван Лерсель (NED) |                                          |                                        | 1 |                                       |                     |  |  |          |          |  |  |       |       |
|  | Жоана Гайдріх / Надін Цумкер (SUI)            | 2                                        |                                        |   |                                       |                     |  |  |          |          |  |  |       |       |
|  | Жоана Гайдріх / Надін Цумкер (SUI)            | 2                                        | Таліта Антунеш / Ларісса Франса (BRA)  | 0 |                                       |                     |  |  |          |          |  |  |       |       |
|  |                                               |                                          | Таліта Антунеш / Ларісса Франса (BRA)  | 0 |                                       |                     |  |  |          |          |  |  |       |       |
|  |                                               | Лаура Людвіг / Кіра Валкенгорст (GER)    | 2                                      |   |                                       |                     |  |  |          |          |  |  |       |       |
|  | Хезер Бейнслі / Сара Паван (CAN)              | Лаура Людвіг / Кіра Валкенгорст (GER)    | 2                                      | 2 |                                       |                     |  |  |          |          |  |  |       |       |
|  | Хезер Бейнслі / Сара Паван (CAN)              |                                          |                                        | 2 |                                       |                     |  |  |          |          |  |  |       |       |
|  | Джеймі Бродер / Крістіна Вальяс (CAN)         | 0                                        |                                        |   |                                       |                     |  |  |          |          |  |  |       |       |
|  | Джеймі Бродер / Крістіна Вальяс (CAN)         | 0                                        | Хезер Бейнслі / Сара Паван (CAN)       | 0 |                                       |                     |  |  |          |          |  |  |       |       |
|  |                                               |                                          | Хезер Бейнслі / Сара Паван (CAN)       | 0 |                                       |                     |  |  |          |          |  |  |       |       |
|  |                                               | Лаура Людвіг / Кіра Валкенгорст (GER)    | 2                                      |   |                                       |                     |  |  |          |          |  |  |       |       |
|  | Ізабель Форрер / Анук Верже-Депре (SUI)       | Лаура Людвіг / Кіра Валкенгорст (GER)    | 2                                      | 0 |                                       |                     |  |  |          |          |  |  |       |       |
|  | Ізабель Форрер / Анук Верже-Депре (SUI)       |                                          |                                        | 0 |                                       |                     |  |  |          |          |  |  |       |       |
|  | Лаура Людвіг / Кіра Валкенгорст (GER)         | 2                                        |                                        |   |                                       |                     |  |  |          |          |  |  |       |       |
|  | Лаура Людвіг / Кіра Валкенгорст (GER)         | 2                                        | Лаура Людвіг / Кіра Валкенгорст (GER)  | 2 |                                       |                     |  |  |          |          |  |  |       |       |
|  |                                               |                                          | Лаура Людвіг / Кіра Валкенгорст (GER)  | 2 |                                       |                     |  |  |          |          |  |  |       |       |
|  |                                               | Агата Беднарчук / Барбара Сейшас (BRA)   | 0                                      |   |                                       |                     |  |  |          |          |  |  |       |       |
|  | Ейпріл Росс / Керрі Волш (USA)                | Агата Беднарчук / Барбара Сейшас (BRA)   | 0                                      | 2 |                                       |                     |  |  |          |          |  |  |       |       |
|  | Ейпріл Росс / Керрі Волш (USA)                |                                          |                                        | 2 |                                       |                     |  |  |          |          |  |  |       |       |
|  | Марта Менегатті / Ребекка Перрі (ITA)         | 0                                        |                                        |   |                                       |                     |  |  |          |          |  |  |       |       |
|  | Марта Менегатті / Ребекка Перрі (ITA)         | 0                                        | Ейпріл Росс / Керрі Волш (USA)         | 2 |                                       |                     |  |  |          |          |  |  |       |       |
|  |                                               |                                          | Ейпріл Росс / Керрі Волш (USA)         | 2 |                                       |                     |  |  |          |          |  |  |       |       |
|  |                                               | Луїз Боуден / Таліква Кленсі (AUS)       | 0                                      |   |                                       |                     |  |  |          |          |  |  |       |       |
|  | Моніка Бжостек / Кінга Калосінська (POL)      | Луїз Боуден / Таліква Кленсі (AUS)       | 0                                      | 1 |                                       |                     |  |  |          |          |  |  |       |       |
|  | Моніка Бжостек / Кінга Калосінська (POL)      |                                          |                                        | 1 |                                       |                     |  |  |          |          |  |  |       |       |
|  | Луїз Боуден / Таліква Кленсі (AUS)            | 2                                        |                                        |   |                                       |                     |  |  |          |          |  |  |       |       |
|  | Луїз Боуден / Таліква Кленсі (AUS)            | 2                                        | Ейпріл Росс / Керрі Волш (USA)         | 0 |                                       |                     |  |  |          |          |  |  |       |       |
|  |                                               |                                          | Ейпріл Росс / Керрі Волш (USA)         | 0 |                                       |                     |  |  |          |          |  |  |       |       |
|  |                                               | Агата Беднарчук / Барбара Сейшас (BRA)   | 2                                      |   | Матч за третє місце                   | Матч за третє місце |  |  |          |          |  |  |       |       |
|  | Ван Фань / Юань Юе (CHN)                      | Агата Беднарчук / Барбара Сейшас (BRA)   | 2                                      | 0 | Матч за третє місце                   | Матч за третє місце |  |  |          |          |  |  |       |       |
|  | Ван Фань / Юань Юе (CHN)                      |                                          |                                        | 0 |                                       |                     |  |  |          |          |  |  |       |       |
|  | Агата Беднарчук / Барбара Сейшас (BRA)        | 2                                        |                                        |   |                                       |                     |  |  |          |          |  |  |       |       |
|  | Агата Беднарчук / Барбара Сейшас (BRA)        | 2                                        | Агата Беднарчук / Барбара Сейшас (BRA) | 2 | Таліта Антунеш / Ларісса Франса (BRA) | 1                   |  |  |          |          |  |  |       |       |
|  |                                               |                                          | Агата Беднарчук / Барбара Сейшас (BRA) | 2 | Таліта Антунеш / Ларісса Франса (BRA) | 1                   |  |  |          |          |  |  |       |       |
|  |                                               | Катерина Бірлова / Євгенія Уколова (RUS) | 0                                      |   | Ейпріл Росс / Керрі Волш (USA)        | 2                   |  |  |          |          |  |  |       |       |
|  | Катерина Бірлова / Євгенія Уколова (RUS)      | Катерина Бірлова / Євгенія Уколова (RUS) | 0                                      | 2 | Ейпріл Росс / Керрі Волш (USA)        | 2                   |  |  |          |          |  |  |       |       |
|  | Катерина Бірлова / Євгенія Уколова (RUS)      |                                          |                                        | 2 |                                       |                     |  |  |          |          |  |  |       |       |
|  | Ельза Бакерісо / Ліліан Фернандес (ESP)       | 0                                        |                                        |   |                                       |                     |  |  |          |          |  |  |       |       |
|  | Ельза Бакерісо / Ліліан Фернандес (ESP)       | 0                                        |                                        |   |                                       |                     |  |  |          |          |  |  |       |       |

### 1/8 фіналу
| Дата  | Час (UTC−3) |                                               | Рахунок |                                         | Сети  | Сети  | Сети  | Протокол                                            |
| Дата  | Час (UTC−3) | 1                                             | Рахунок | 2                                       | 3     |       |       | Протокол                                            |
| ----- | ----------- | --------------------------------------------- | ------- | --------------------------------------- | ----- | ----- | ----- | --------------------------------------------------- |
| 12.08 | 11:00       | Ван Фань / Юань Юе (CHN)                      | 0:2     | Агата Беднарчук / Барбара Сейшас (BRA)  | 12:21 | 16:21 |       | Звіт [Архівовано 20 серпня 2016 у Wayback Machine.] |
| 12.08 | 16:00       | Таліта Антунеш / Ларісса Франса (BRA)         | 2:0     | Карла Боргер / Брітта Бюте (GER)        | 21:17 | 21:19 |       | Звіт [Архівовано 20 серпня 2016 у Wayback Machine.] |
| 12.08 | 19:00       | Катерина Бірлова / Євгенія Уколова (RUS)      | 2:0     | Ельза Бакерісо / Ліліан Фернандес (ESP) | 23:21 | 24:22 |       | Звіт [Архівовано 20 серпня 2016 у Wayback Machine.] |
| 13.08 | 00:00       | Ейпріл Росс / Керрі Волш (USA)                | 2:0     | Марта Менегатті / Ребекка Перрі (ITA)   | 21:10 | 21:16 |       | Звіт [Архівовано 20 серпня 2016 у Wayback Machine.] |
| 13.08 | 12:00       | Хезер Бейнслі / Сара Паван (CAN)              | 2:0     | Джеймі Бродер / Крістіна Вальяс (CAN)   | 21:16 | 21:11 |       | Звіт [Архівовано 20 серпня 2016 у Wayback Machine.] |
| 13.08 | 15:00       | Ізабель Форрер / Анук Верже-Депре (SUI)       | 0:2     | Лаура Людвіг / Кіра Валкенгорст (GER)   | 19:21 | 10:21 |       | Звіт [Архівовано 20 серпня 2016 у Wayback Machine.] |
| 13.08 | 20:00       | Маделейн Меппелінк / Марлен ван Лерсель (NED) | 1:2     | Жоана Гайдріх / Надін Цумкер (SUI)      | 21:19 | 13:21 | 10:15 | Звіт [Архівовано 20 серпня 2016 у Wayback Machine.] |
| 13.08 | 23:00       | Моніка Бжостек / Кінга Калосінська (POL)      | 1:2     | Луїз Боуден / Таліква Кленсі (AUS)      | 21:15 | 16:21 | 11:15 | Звіт [Архівовано 20 серпня 2016 у Wayback Machine.] |

### Чвертьфінали
| Дата  | Час (UTC−3) |                                        | Рахунок |                                          | Сети  | Сети  | Сети  | Протокол                                            |
| Дата  | Час (UTC−3) | 1                                      | Рахунок | 2                                        | 3     |       |       | Протокол                                            |
| ----- | ----------- | -------------------------------------- | ------- | ---------------------------------------- | ----- | ----- | ----- | --------------------------------------------------- |
| 14.08 | 16:00       | Хезер Бейнслі / Сара Паван (CAN)       | 0:2     | Лаура Людвіг / Кіра Валкенгорст (GER)    | 14:21 | 14:21 |       | Звіт [Архівовано 15 серпня 2016 у Wayback Machine.] |
| 14.08 | 17:00       | Таліта Антунеш / Ларісса Франса (BRA)  | 2:1     | Жоана Гайдріх / Надін Цумкер (SUI)       | 21:23 | 27:25 | 15:13 | Звіт [Архівовано 15 серпня 2016 у Wayback Machine.] |
| 14.08 | 23:00       | Агата Беднарчук / Барбара Сейшас (BRA) | 2:0     | Катерина Бірлова / Євгенія Уколова (RUS) | 23:21 | 21:16 |       | Звіт [Архівовано 15 серпня 2016 у Wayback Machine.] |
| 15.08 | 00:00       | Ейпріл Росс / Керрі Волш (USA)         | 2:0     | Луїз Боуден / Таліква Кленсі (AUS)       | 21:14 | 21:16 |       | Звіт [Архівовано 15 серпня 2016 у Wayback Machine.] |

### Півфінали
| Дата  | Час (UTC−3) |                                       | Рахунок |                                        | Сети  | Сети  | Сети | Протокол                                            |
| Дата  | Час (UTC−3) | 1                                     | Рахунок | 2                                      | 3     |       |      | Протокол                                            |
| ----- | ----------- | ------------------------------------- | ------- | -------------------------------------- | ----- | ----- | ---- | --------------------------------------------------- |
| 16.08 | 16:00       | Таліта Антунеш / Ларісса Франса (BRA) | 0:2     | Лаура Людвіг / Кіра Валкенгорст (GER)  | 18:21 | 12:21 |      | Звіт [Архівовано 20 серпня 2016 у Wayback Machine.] |
| 17.08 | 00:00       | Ейпріл Росс / Керрі Волш (USA)        | 0:2     | Агата Беднарчук / Барбара Сейшас (BRA) | 20:22 | 18:21 |      | Звіт [Архівовано 17 серпня 2016 у Wayback Machine.] |

### Матч за третє місце
| Дата  | Час (UTC−3) |                                       | Рахунок |                                | Сети  | Сети  | Сети | Протокол                                            |
| Дата  | Час (UTC−3) | 1                                     | Рахунок | 2                              | 3     |       |      | Протокол                                            |
| ----- | ----------- | ------------------------------------- | ------- | ------------------------------ | ----- | ----- | ---- | --------------------------------------------------- |
| 17.08 | 20:00       | Таліта Антунеш / Ларісса Франса (BRA) | 1:2     | Ейпріл Росс / Керрі Волш (USA) | 21:17 | 17:21 | 9:15 | Звіт [Архівовано 18 серпня 2016 у Wayback Machine.] |

### Фінал
| Дата  | Час (UTC−3) |                                       | Рахунок |                                        | Сети  | Сети  | Сети | Протокол                                            |
| Дата  | Час (UTC−3) | 1                                     | Рахунок | 2                                      | 3     |       |      | Протокол                                            |
| ----- | ----------- | ------------------------------------- | ------- | -------------------------------------- | ----- | ----- | ---- | --------------------------------------------------- |
| 18.08 | 00:00       | Лаура Людвіг / Кіра Валкенгорст (GER) | 2:0     | Агата Беднарчук / Барбара Сейшас (BRA) | 21:18 | 21:14 |      | Звіт [Архівовано 20 серпня 2016 у Wayback Machine.] |